# Robert Ross (journaliste)
Pour les articles homonymes, voir Robert Baldwin (homonymie), Baldwin et Robert Ross.
Robert Baldwin « Robbie » Ross, né le 25 mai 1869 à Tours en France et mort le 5 octobre 1918 dans le quartier de Mayfair à Londres en Angleterre, est un journaliste et critique d'art canadien. Il est connu pour avoir été l'amant d'Oscar Wilde, qu'il a rencontré en 1886, et son exécuteur testamentaire.

## Jeunesse
Robert Ross est né en France (à Tours), mais vécut dès son plus jeune âge dans le Royaume-Uni. Son père John Ross, né dans l’Antrim en Irlande, passe l’essentiel de sa vie dans le Haut-Canada comme avocat puis procureur général en 1853 et président de la compagnie de chemin de fer canadienne Grand Trunk Railway (1853-1862). Sa mère Augusta Elizabeth Baldwin est la fille du vice-premier ministre canadien Robert Baldwin.
Robert fait ses études universitaires en Angleterre. Admis à Cambridge, il ne fait aucun secret de son orientation sexuelle, et devient journaliste sans concession dans le journal universitaire, deux raisons probables des brimades qu’il subit de la part de ses condisciples. Lors de l’une d’elles, il est plongé dans une fontaine par des étudiants avec, selon Ross, le soutien total d’un professeur, Arthur Augustus Tilley (en), ce qui lui vaut une pneumonie. Une fois rétabli, il se bat pour obtenir des excuses des auteurs du bain forcé, professeur compris. Il les reçoit effectivement des étudiants, mais l’université refuse de sanctionner l’enseignant. Robert Ross quitte alors l’université et annonce son homosexualité à sa famille, événement inouï dans les années 1880.
À Londres Ross trouve un travail de journaliste et de critique, mais n’échappe pas au scandale. Il est réputé pour avoir été le premier amant d’Oscar Wilde. Quelques années avant la condamnation de l’écrivain, Ross a également une relation sexuelle avec deux adolescents de 14 et 15 ans, dont l’un est le fils d’amis. Les jeunes gens reconnaissent ces rapports. Le plus jeune en admet en avoir eu aussi chez Ross avec Lord Alfred Douglas. Néanmoins, par peur de la condamnation de leurs enfants, aux yeux de la loi britannique aussi coupables que Ross et Douglas, les parents refusent d’engager des poursuites.

## Carrière
Éclaboussé par la condamnation de Wilde en 1895, Robbie Ross se réfugie pour sa propre sécurité à l’étranger, mais revient offrir son soutien à l’écrivain, tant d'un point de vue financier que personnel. Il reste fidèle à Wilde jusqu'après la mort de celui-ci et devient son exécuteur testamentaire et littéraire, tâche très malaisée. Elle signifie d'une part défendre les droits des textes d'Oscar Wilde, qui ont été vendus lorsque l'auteur a été frappé de banqueroute; d'autre part traquer le commerce souterrain d'œuvres, en particulier érotiques, prétendument attribuées à Wilde, et illégalement publiées sous son nom. L'argent qu'il récupère de la publication ou de l'exécution des œuvres de l'auteur irlandais est remis aux fils de Wilde.
En 1908, huit ans après la mort d’Oscar Wilde, Ross publie l’édition définitive de ses œuvres. Il demande par ailleurs au sculpteur Jacob Epstein l’érection d’un monument funéraire à la mémoire d’Oscar Wilde, dont les restes sont transférées du cimetière parisien de Bagneux à Bagneux à celui du Père-Lachaise à Paris, où la sépulture est toujours visible. À sa demande, Epstein y réserve un compartiment où les cendres de Ross seront placées après sa propre mort.
Parallèlement à son rôle d’exécuteur testamentaire de Wilde, Ross tente de vivre de son travail d’écrivain et de critique d’art, mais survit surtout grâce à sa famille dont il touche pension et héritage. Son importance littéraire est faible. On peut mentionner Masques and Phases, un recueil d’histoires courtes. Sa plus grande contribution reste liée à l’œuvre d’Oscar Wilde, qu’il a peut-être partiellement corrigée. Comme critique d’art, il désapprouve le postimpressionnisme et travaille à des emplois sous-payés dans de petites galeries dirigées par des amis pour lesquelles il recherche des œuvres. Son espoir d’obtenir un emploi d’État est probablement contrarié par l'évidence de son rapport à Wilde.

## L’après-Wilde
De par sa fidélité à la mémoire de Wilde, Ross est poursuivi par la vindicte de Lord Alfred Douglas, qui tente sans cesse de le faire arrêter et poursuivre pour homosexualité.
Pendant la Première Guerre mondiale, Ross devient le mentor d’un groupe de jeunes poètes et artistes de même orientation sexuelle que lui, parmi lesquels Siegfried Sassoon, C. K. Scott Moncrieff et Wilfred Owen. Il est ami avec les fils de Wilde, Vyvyan Holland et son frère Cyril, qui meurt au front. Au printemps 1918, durant la grande offensive allemande en France, le député de droite Noel Pemberton Billing publie un article intitulé The Cult of the Clitoris (Le culte du clitoris), dans lequel il accuse les membres du cercle de Ross d’être le cœur de 47 000 traîtres invertis acquis à la cause des Allemands. Maud Allan, une actrice qui a joué Salomé lors d’une représentation organisée par Ross, est nommée comme membre du "culte". Elle poursuit en justice sans succès Billing, défrayant la chronique, et focalisant une embarrassante attention sur Ross et ses associés.
La même année, Ross prépare un voyage à Melbourne en Australie pour ouvrir une exposition à la National Gallery lorsqu’il meurt soudainement à sa maison à Mayfair en Londres.
En 1950, à l’occasion du cinquantième anniversaire de la mort d’Oscar Wilde, les cendres de Robert Ross sont incluses dans la tombe de l’écrivain au cimetière du Père-Lachaise.

## Sources et références
- Maureen Borland, Wilde Devoted Friends: A Life of Robert Ross 1869-1918, Oxford, Lennard, 1990  (ISBN 1852910852)
- Jonathan Fryer, Robbie Ross: Oscar Wilde's True Love, London, Constable & Robinson, 2000  (ISBN 0-09-479770-6)